# Saint-Adjutory
Saint-Adjutory (okzitanisch: Sent Aitòre) ist eine französische Gemeinde mit 493 Einwohnern (Stand 1. Januar 2022) im Département Charente in der Region Nouvelle-Aquitaine; sie gehört zum Arrondissement Angoulême und zum Kanton Val de Tardoire. 

## Geografie
Saint-Adjutory befindet sich etwa 27 Kilometer ostnordöstlich von Angoulême am Fluss Bellonne. Umgeben wird Saint-Adjutory von den Nachbargemeinden Vitrac-Saint-Vincent im Norden und Nordosten, Montembœuf im Nordosten und Osten, Mazerolles im Südosten, Yvrac-et-Malleyrand im Süden, Taponnat-Fleurignac im Westen sowie Chasseneuil-sur-Bonnieure im Nordwesten.

## Bevölkerungsentwicklung
| Jahr                       | 1962 | 1968 | 1975 | 1982 | 1990 | 1999 | 2006 | 2019 |
| Einwohner                  | 437  | 418  | 388  | 361  | 334  | 349  | 317  | 492  |
| Quellen: Cassini und INSEE |      |      |      |      |      |      |      |      |

## Sehenswürdigkeiten

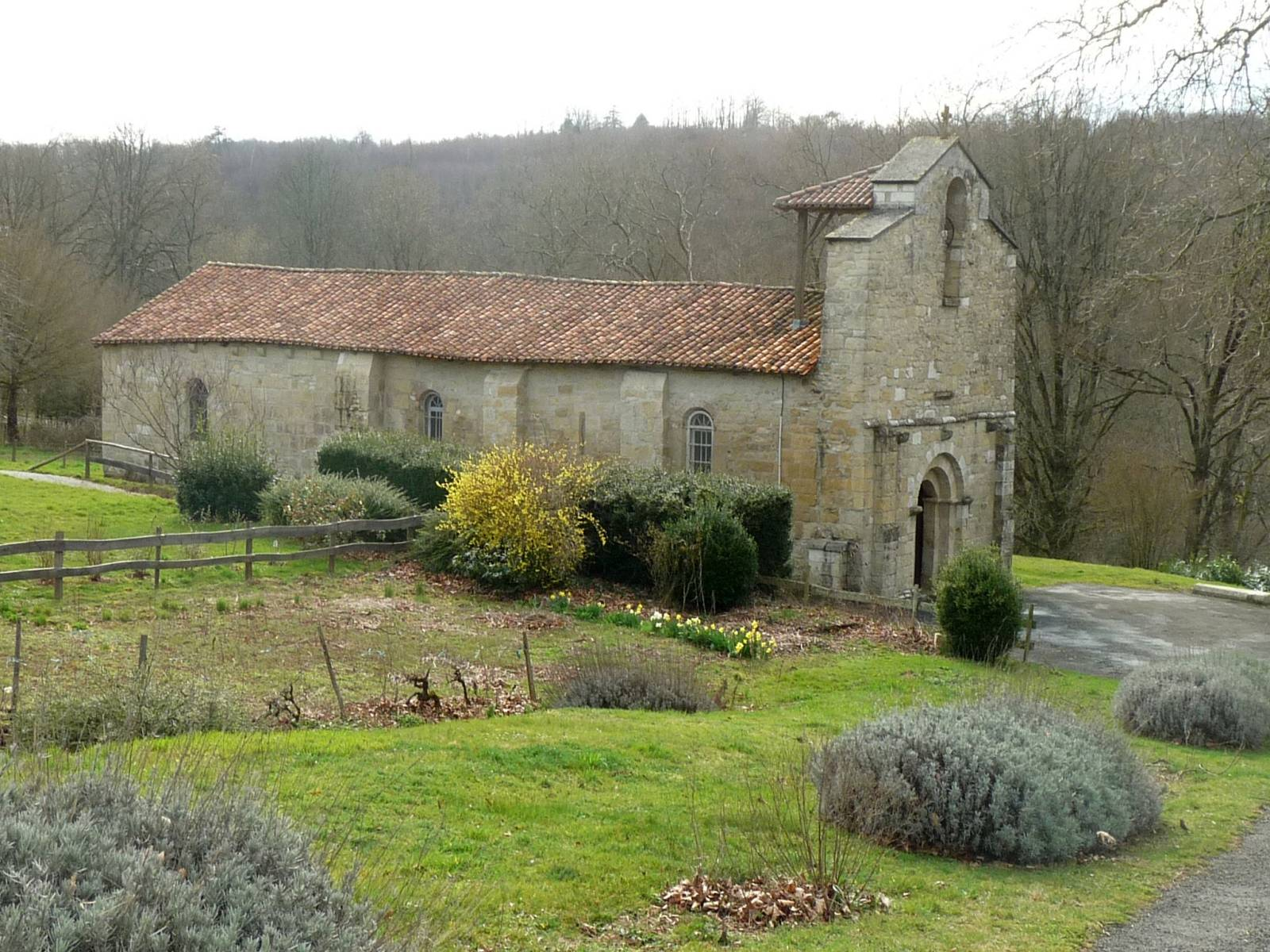
Kirche Saint-Maixent

- Kirche Saint-Maixent